# Daniel Castellani
Daniel Jorge Castellani, född 21 mars 1961 i Buenos Aires, är en argentinsk volleybollspelare och -tränare.
Som spelare blev Castellani olympisk bronsmedaljör i volleyboll vid sommarspelen 1988 i Seoul. Efter att han slutade sin spelarkarriär 1993 har han haft en framgångsrik karriär som tränare.